# Cattedrale di Brasilia
La cattedrale di Brasilia (Catedral Metropolitana Nossa Senhora Aparecida) nella capitale della Repubblica Federale del Brasile, è un'opera disegnata dall'architetto Oscar Niemeyer. Il 12 settembre 1958 fu posta la prima pietra. Nel 1960 la struttura principale, consistente in un'area circolare di 70 m dalla quale si innalzano le colonne, era pronta, ed il 31 maggio 1970 venne inaugurata, con l'aggiunta dei vetri esterni trasparenti.

## Descrizione
Questa struttura iperboloide è costruita in cemento armato e con il suo tetto in vetro pare che si alzi svettando verso il cielo. Il progetto di Niemeyer della Cattedrale di Brasilia si basò sulla figura dell'iperboloide di rivoluzione, in cui le sezioni sono asimmetriche. Questa struttura è il risultato dell'unione di 16 pilastri identici in cemento armato, aventi sezione iperbolica e pesanti 90 tonnellate ciascuno, che nell'intento originario rappresentano due mani in movimento verso il cielo. Nella piazza di accesso alla cattedrale si trovano quattro sculture di bronzo di tre metri di altezza, realizzate da una collaborazione di Alfredo Ceschiatti e Dante Croce, raffiguranti gli evangelisti.
Per la sua posizione nella spianata dei ministeri (Esplanada dos Ministérios), gran parte dei fedeli che frequentano le funzioni è composta da turisti o da fedeli che lavorano in quella zona.